# 勒德王
勒德王（威尔士语：Lludd map Beli Mawr，英语：King Lud）是一位大不列顛島本土国王，他在罗马帝國統治大不列顛島之前就建成了伦敦城。他被葬在勒德门所在地。勒德死后，其弟卡西维拉努斯继位。勒德王可能与威尔士神话人物银手勒德有关。伦敦现存地名勒德门以及盧德運動及其领导者内德·勒德的名字中都包含了勒德王的名字。